# Podiceps andinus
Podiceps andinus е изчезнал вид птица от семейство Podicipedidae.

## Разпространение
Видът е разпространен в Колумбия.